# محافظة القويعية
محافظة القويعية  هي محافظة سعودية تتبع لمنطقة الرياض وتقع غرب مدينة الرياض، ويحدها من الشمال محافظة الدوادمي ومحافظة مرات ومن الجنوب محافظة وادي الدواسر، ومن الشرق محافظة الحريق ومحافظة المزاحمية ومحافظة الأفلاج، ومن الغرب محافظة عفيف، وتبلغ مساحتها 95 ألف كم2، وتعتبر من أكبر محافظات المملكة وذلك لكثرة القرى والهجر التابعة لها، وتضم المحافظة العديد من الإدارات الحكومية والكليات والمعاهد الصحية والتقنية والاجتماعية.

## الموقع الجغرافي
تقع مدينة القويعية في عالـية نجد وتبعد عن الرياض العاصمة 160 كيلو تقريباً من جهة الغرب. وتعد نقطة توقف رئيسية على طريق (الرياض ـ الطائف) السريع.
- يحدها من الشمال محافظة الدوادمي ومحافظة مرات.
- يحدها من الجنوب محافظة وادي الدواسر.
- يحدها من الشرق محافظة الحريق ومحافظة المزاحمية ومحافظة الأفلاج.
- يحدها من الغرب محافظة عفيف.

## الموقع الجيولوجي
فهي تنقسم إلى قسمين رئيسيين:
- الدرع العربي :ذو الصخور النارية والمتحولة ويشمل الجهة الغربية من محافظة القويعية، وهذا الجزء يتسم بصلاصبة صخوره وعدم مساميتها.
- الرف العربي :ذو الصخور الرسوبية الحديث المترسبة بفعل الغمر البحري القديم، وتظهر صخوره في الأجزاء الشمالية الشرقية من محافظة القويعية.

## الوصف الطبوغرافي
تتميز بلدة القويعية بأنها تقع في سهل منبسط تحيط به سلاسل الجبال من ثلاث جهات الشمالية الغربية والجنوبية، أم الجهة الغربية فهي سلاسل جبال العرض المشهورة ذات التكوين الناري، والجهة الشرقية صحراء مستوية واسعة ذات تكوين رسوبي ويتمثل ذلك في صحراء الحدباء وصحراء الجلة.
وموقع المدينة من حيث البناء البيولوجي يمثل طرف صخرة الدرع العربي فهي تحتل نقطة الالتقاء بين الصخور النارية القديمة والصخور الجيرية الرسوبية، وأشهر الأودية في القويعية وادي القويع حيث ينحدر سيله من الغرب متجهاً إلى الشرق إذ يأتي من بلدان العرض الغربية مثل القويع والجفارة ومزعل ومحيرقة ثم يتجه إلى القويعية وبعدها يندفع إلى صحراء الحدباء وينتشر فيها.
وتعد محافظة القويعية منطقة تعدينية من الدرجة الأولى، وتحتوي على منجم للذهب يعد من أفضل المناجم على مستوى العالم من حيث نسبة التركيز، ومن أهم مواقع التعدين في محافظة القويعية منجم "الأمار" ومنجم "الخنيقية"، وقد بينت نتائج برنامج الاستكشاف وجود كمية كبيرة من الذهب، تقدر كميات الخام الاحتياطي بحوالي (1.35) مليون طن.

## التسمية
سُمّيت القويعية تصغيراً لاسم وادي القويع الذي تقع في أسفله حيث يمر هذا الوادي ببلدة القويع الباهلية القديمة والتي عرفت قبل أن تعرف القويعية وتقع جنوب غرب القويعية بمسافة 25كلم.

## السكان
- بلغ عدد سكان محافظة القويعية (71,410) نسمة حسب تعداد السعودية 2022، عدد السعوديين (54,616) نسمة، وعدد غير السعوديين (16,794) نسمة.[9]
- بلغ عـدد سكان محافظة القويعية نحو 126,161 نسمة حسب إحصائية عام 2010، ويتبع محافظة القويعية حالياً أكثر من 600 قرية.

## وصلات خارجية
- إمارة الرياض
- إدارة التربية والتعليم بمحافظة القويعية
- جامعة شقراء - كليات القويعية
- محافظة القويعية - إمارة منطقة الرياض
- الكلية التقنية بالقويعية
- إدارة التربية والتعليم بمحافظة القويعية
- بلدية محافظة القويعية
- الهيئة العامة للسياحة والاثار - تقرير ملخص لأعمال المسح الأثري لمحافظة القويعية